# Reliktkrebschen
Das Reliktkrebschen (auch Reliktkrebs, Mysis relicta) ist eine im Süßwasser, selten im Brackwasser, lebende Schwebegarnelenart.
Bis in die 2000er Jahre galt die Art als zirkumpolar auf der Nordhalbkugel verbreitet. Dann wurden, zunächst gestützt auf Allozyme, dann auch auf morphologische und genetische Merkmale, verschiedene Linien unterschieden, die im Jahr 2005 als separate Arten beschrieben wurden. Heute gibt es daher eine Mysis relicta-Artengruppe mit vier Arten. Mysis relicta sensu stricto (im engeren Sinne) ist nur eine davon. Mysis relicta, wie heute unterschieden, ist eine Art, die fast nur im Süßwasser, in Gewässern rund um die Ostsee, vorkommt. Die deutschen Vorkommen gehören zu dieser Art. Vor allem bei älteren Veröffentlichungen muss daher kontrolliert werden, ob die Art im heutigen Sinn oder die Artengruppe gemeint war.

## Merkmale
Die Krebschen sind langgestreckt und schlank, mit der generell recht einheitlichen Körpergestalt der Schwebegarnelen, mit acht Rumpfbeinpaaren (Thorakopoden). Männchen sind typischerweise 11 bis 17, Weibchen 17 bis 24 Millimeter lang. Sie erreichen eine Länge von maximal 25 Millimeter. Die Größe ist sehr variabel und abhängig von der Einzelpopulation, den ökologischen Bedingungen und der Jahreszeit, Tiere im Sommer sind kleiner als im Winter.
Typischerweise ist der Körper in Höhe der ersten beiden Abdominalsegmente etwas nach unten abgewinkelt, die Tiere wirken dadurch etwas gebuckelt. Der Carapax ist am Hinterende ausgerandet, so dass die letzen beiden Segmente des Thorax von oben sichtbar sind. Nach vorn ist der Carapax in eine stumpfe Rostralplatte verlängert, die etwa die Basis der Augenstiele der kurz gestielten Komplexaugen erreicht. Am langgestrecken Hinterleib sind die ersten fünf Segmente etwa gleich lang, das sechste anderthalb mal bis doppelt so lang wie das fünfte. Weibchen besitzen, wie typisch für alle Peracarida, einen Marsupium genannten Brutraum unter dem Rumpfabschnitt, in dem die Eier in zwei Reihen, geschützt vor Feinden, festgekittet werden. Alle Pleopoden des Weibchens sind reduziert zu einer sehr kurzen, mit Borsten besetzten Platte. Beim Männchen sind, abweichend davon, der dritte und vierte Pleopod verlängert und zweiästig, dessen Exopodit fünf- bis sechsgliedrig, der Endopodit ungeteilt. Dieser ist am vierten Segment stark verlängert, so dass er über das Hinterende hervorragen kann. Er dient wahrscheinlich zum Festhalten des Weibchens während der Paarung.
Zu einer abgesicherten Bestimmung ist die Form des Hinterrands des Telson und der Antennenschuppe (des zu einem lappenförmigen Anhang umgewandelten Außenasts der Geißel der zweiten Antennen) zu vergleichen. Bei der Art ist die Antennenschuppe relativ kurz, etwa viermal so lang wie breit. Sie ist vorn abgerundet, ohne einen vergrößerten Zahn, sie ist ringsum mit Fiederborsten besetzt. Das Telson ist etwa so lang wie das letzte Abdominalsegment, es ist zungenförmig langgestreckt, zum Hinterende hin geradlinig verschmälert, die Seitenkanten mit Dornborsten besetzt. Sein Hinterende ist abgestutzt, mit einem tiefen v-förmigen Ausschnitt des Hinterrands, dessen Seitenränder mikroskopisch gesägt.
Die Unterscheidung zu den anderen Arten der Mysis relicta-Artengruppe ist schwierig. Die Art Mysis salemaai ist dabei eher im Brackwasser verbreitet und kommt auch weit verbreitet in der Ostsee vor, wobei Funde von der deutschen Ostseeküste aber bisher fehlen. Bei ihr ist die Einbuchtung des Carapax an dessen Hinterende etwas seichter, etwa 0,11 der Carapaxlänge (bei Mysis relicta s. str. 0,21.). Weitere, nur mikroskopisch erkennbare Unterscheidungsmerkmale sind in der Neubeschreibung von Audzijonyte und Väinölä 2005 aufgeführt.

## Verbreitung
Die Arten der Mysis relicta-Artengruppe sind in nördlichen Breiten zirkumpolar verbreitet. Dabei kommt Mysis diluviana nur in Nordamerika vor. Mysis segerstralei lebt an den Küsten des Polarmeeres, sowohl auf asiatischer wie auf amerikanischer Seite, in Europa nur im Weißen Meer. Mysis salemaii kommt in Brackwasser, etwa in der nördlichen Ostsee, und im Süßwasser vor. Sie lebt in Skandinavien und im Norden Sibiriens, auch die wenigen Einzelnachweise von den Britischen Inseln gehören zu dieser Art. Mysis relica s. str. lebt in Seen des südlichen Skandinavien und Kareliens, mit wenigen verstreuten Vorkommen in Seen in Litauen, Nord-Polen und Nordostdeutschland, südlich der Ostsee. In der Ostsee selbst ist sie beschränkt auf die Nordabschnitte des Bottnischen Meerbusens, mit Salinitäten unter vier Promille. Meist ist es in diesen Gewässern die einziger Art der Artengruppe, im Bottnischen Meerbusen, im Vänersee und Vättersee tritt sie gemeinsam (sympatrisch) mit Mysis salemaii auf. Mysis relicta kommt nur in Gewässern vor, die während des letzten glazialen Maximums, in der Weichsel-Eiszeit unter Gletschern lagen.

### Verbreitung in Deutschland
Durch alte Untersuchungen der Zoologen Max Samter und August Thienemann waren 1905 bis in die 1920er Jahre Vorkommen von Mysis relicta aus fünf Seen in Mecklenburg und Brandenburg, vor allem der Feldberger Seenlandschaft, bekannt geworden: Breiter Luzin, Schmaler Luzin, Zansen, Tollensesee, Unteruckersee. Bis 1990 war die nachgewiesene Verbreitung dann zurückgegangen. Vom Unteruckersee und Tollensesee gab es noch Hinweise auf, schon damals kleine, ältere Vorkommen, aktuell konnten sie gar nicht mehr bestätigt werden. Kleine Vorkommen waren noch vom Zansen (und dem direkt benachbarten Carwitzer See) und Schmalem Luzin nachzuweisen. Einziges größeres und stabiles Vorkommen war dasjenige im Breiten Luzin. Letztlich starb in der Untersuchungsperiode auch die Population im Schmalen Luzin noch aus. Der Rückgang konnte auf Eutrophierung aufgrund von Abwasserbelastung zurückgeführt werden. Bis in die 2000er Jahre hatte sich die Wasserqualität und der Nährstoffgehalt der Feldberger Seen soweit gebessert, dass das Vorkommen dort stabilisiert werden konnte. Die Seen sind nun nicht mehr oligotroph wie zu Beginn des 20. Jahrhunderts, aber wenigstens mesotroph. Mysis relicta war im Breiten Luzin nun wieder häufig. Im Schmalen Luzin und Zansen waren wieder stabile kleinere Populationen nachweisbar.

## Ökologie und Lebensweise
Die Art ist kaltstenotherm und kommt vor allem in Gewässern mit hohem Sauerstoffgehalt vor. Entsprechend findet man die Art eher in tiefen, oligotrophen bis mesotrophen Gewässern, selten in eutrophen Gewässern.
Reliktkrebschen pendeln rhythmisch zwischen Gewässergrund und höheren Wasserschichten, wobei sie sich tagsüber vorwiegend am Gewässergrund aufhalten und nachts in höhere Wasserschichten wandern (circadiane Rhythmik). Ursache für die Höhenveränderung des Aufenthaltsortes ist das Licht, denn Reliktkrebschen sind an dunkle Lebensräume angepasst. Bei zu hoher Lichtintensität kann es zur Schädigung der Augen kommen.

## Ökologische Bedeutung
Das Reliktkrebschen ist ein typisches Beispiel für glaziale Reliktfauna: Die Art ist in solchen Regionen Eurasiens verbreitet, die während der letzten Kaltzeit mit Eis bedeckt waren. Die südliche Verbreitungsgrenze der Art liegt dort, wo in der Kaltzeit die Gletscher endeten.